# Бадаані
Бадаані (груз. ბადაანი) — село в Грузії.
За даними перепису населення 2014 року в селі проживає 8 осіб.